# Бородин, Николай Иванович (Герой Советского Союза)
Никола́й Ива́нович Бороди́н (25 сентября 1923, Кошелевка, Пензенская губерния — 24 октября 1975, Горький) — старший сержант Рабоче-крестьянской Красной Армии, участник Великой Отечественной войны, Герой Советского Союза (1945).

## Биография
Николай Бородин родился 25 сентября 1923 года в селе Кошелевка (ныне — Спасский район Пензенской области) в крестьянской семье. В 1935 году он вместе с семьёй переехал в город Горький (ныне — Нижний Новгород), где окончил семь классов школы номер 1 и школу фабрично-заводского ученичества при станкозаводе. Работал токарем на заводе имени Воробьёва. В 1942 году был призван на службу в Рабоче-крестьянскую Красную Армию. С того же года — на фронтах Великой Отечественной войны. Прошёл путь от наводчика противотанкового орудия до помощника командира стрелкового взвода. Участвовал в боях на Калининском, Донском, Воронежском, 1-м Прибалтийском и 3-м Белорусском фронтах. В 1944 году вступил в ВКП(б). Во время боёв четыре раза был ранен. Принимал участие в боях за Ржев в 1942 году, Сталинградской и Курской битвах, освобождении Белорусской ССР и Прибалтики, форсировании Немана и Восточно-Прусской операции. Отличился во время форсирования Немана. К июлю 1944 года гвардии старший сержант Николай Бородин был помощником командира взвода 171-го гвардейского стрелкового полка 1-й гвардейской мотострелковой дивизии 11-й гвардейской армии 3-го Белорусского фронта.
14 июля 1944 года вместе с группой бойцов, несмотря на вражеский огонь, Бородин первым в своём полку переправился через Неман в районе Алитуса. Получил ранение, но поля боя не покинул, участвовал в закреплении плацдарма на западном берегу реки. Вместе со своей группой Бородин уничтожил около роты врага.
Указом Президиума Верховного Совета СССР от 24 марта 1945 года за «образцовое выполнение боевых заданий командования на фронте борьбы с немецко-фашистскими захватчиками и проявленные при этом мужество и героизм» гвардии старший сержант Николай Бородин был удостоен высокого звания Героя Советского Союза с вручением ордена Ленина и медали «Золотая Звезда» за номером 7337.

Бюст на Аллее Героев в Наровчате

В марте 1945 года Бородин был демобилизован по инвалидности. В течение трёх лет работал председателем колхоза в Наровчатском районе Пензенской области, а затем вновь переехал в Горький, работал на Горьковском автомобильном заводе. Скончался 24 октября 1975 года, похоронен на Старом Автозаводском кладбище.
Был также награждён орденами Отечественной войны 2-й степени и Красной Звезды, медалью «За отвагу» и рядом других медалей.

## Увековечение памяти
- Бюст Николая Бородина установлен в селе Наровчат на Аллее Героев — уроженцев и жителей Наровчатского района Пензенской области.
- Мемориальная доска Николаю Бородину установлена на доме, в котором он жил в Нижнем Новгороде[1].